# Slag bij Oravais
De Slag bij Oravais was een veldslag op 14 september 1808 bij Oravais in Finland tijdens de Finse Oorlog tussen Zweden en Rusland.
De veldslag, een Russische overwinning, was de bloedigste van de Finse Oorlog en wordt vaak gezien als het punt waarop de Zweden begonnen de oorlog te verliezen.
De Russen waren op 14 augustus een nieuw offensief begonnen. Op 13 september behaalden de Zweden een overwinning in de Slag bij Jutas op een Russische eenheid die probeerde de terugtrekkende Zweden de pas af te snijden. Een dag later, bij het nabijgelegen dorpje Oravais, stond de Russische hoofdmacht onder bevel van generaal Nikolaj Kamenski tegenover de Zweedse hoofdmacht onder Carl Johan Adlercreutz.
De veldslag begon bij het aanbreken van de ochtend met gevechten tussen vooruitgeschoven troepen. Na zware verliezen aan beide kanten trokken de Zweden zich om 10 uur 's ochtends terug naar hun defensieve posities. Na een uurlang artilleriebombardement van zowel de Zweden als de Russen begonnen de Russische troepen een frontale aanval op de Zweedse posities, zonder enig succes. Toen de Russen zich terugtrokken deden de Zweden een tegenaanval, wat hun op zware verliezen kwam te staan. Om 2 uur 's middags was de veldslag nog steeds onbeslist.
Na een Russische aanval op de Zweedse linkerflank beval Adlercreutz een tegenaanval op de verzwakte Russische midden, waardoor de gehele Russische linie naar de startposities terugviel. Met de komst van Russische versterkingen zag Adlercreutz zich echter genoodzaakt om de Zweedse troepen weer terug te trekken naar hun defensieve posities. Tegen het begin van de avond vielen de Russen nogmaals de Zweedse linkerflank aan. Dit bleek te veel voor de Zweden, die zich in het donker naar het noorden terugtrokken.
Aan Zweedse zijde vielen zo'n 740 soldaten, aan Russische kant stierven zo'n 900 soldaten. Daarnaast werden nog honderden soldaten aan beide zijden gewond of gevangengenomen.
De veldslag toonde aan dat de Zweden niet tactisch inferieur waren aan de Russen. De Russen konden echter door hun numerieke overmacht de veldslag, en de hele oorlog, in hun voordeel beslissen.